# La lealtad del Boy Scout
La lealtad del Boy Scout o Nosotros, también, tenemos, un trabajo, que hacer (título original en inglés:We, Too, Have a Job to Do) es una pintura  del ilustrador estadounidense Norman Rockwell que muestra un boy scout de uniforme delante de una bandera estadounidense ondeando. Fue originalmente creada por Rockwell en 1942 para el 1944 Brown & Bigelow Boy Scout Calendar. El modelo, Bob Hamilton, ganó un concurso para ser el representado en la pintura y entregó personalmente una impresión de la obra al vicepresidente de los Estados Unidos del momento, Henry A. Wallace.

## Creación
La pintura fue creada para animar a los Scouts a participar en el esfuerzo de guerra durante la Segunda Guerra Mundial. El nombre de la pintura, Nosotros también tenemos un trabajo que hacer, proviene de un eslogan que los Boy Scouts of América utilizaron en 1942 para reunir a sus exploradores o scouts y apoyar a las tropas recolectando metal y plantando jardines de la victoria.
El modelo, Bob Hamilton, ganó un concurso con su consejo local en Albany, Nueva York, para ser el representado en la pintura. Viajó hasta el estudio de Rockwell en Arlington, Vermont, para posar para el artista. Como Hamilton era un scout, el uniforme mostrado en la pintura era el suyo mismo, a diferencia de otros modelos de Rockwell. Originalmente, llevaba su uniforme con un pañuelo con un nudo gilwell que había hecho. A Rockwell no le gustó y le pidió a Hamilton que lo cambiara por un más sencillo nudo cabeza de turco. En 1944, Hamilton personalmente entregó una copia de la pintura al vicepresidente Henry A. Wallace. Hamilton más tarde se convirtió en un águila scout, sirvió en la Marina, y trabajó para los Boy Scouts. Murió en julio de 2008, a los 82 años.

## Composición
La pintura presenta en un plano cercano a un boy scout dando el saludo scout; detrás se despliega una bandera estadounidense, ondulada por una brisa invisible. El rostro del scout es solemne pero seguro. Sus ojos marrones, barbilla hendida, y cara idealizada destacan al espectador. El uniforme es perfecto, con un sombrero de campaña, mostrando que es un scout de primera clase. Un cordón de jefe den cuelga sobre el hombro derecho, y una mochila cuelga sobre el hombro izquierdo.

## Significado
La pintura representa la idea de que siempre hay trabajo por hacer en el vecindario de un scout y que es un deber del scout hacerlo.